# Vallilanlaakso
La  vallée de Vallila (en finnois : Vallilanlaakso) ou vallée du manoir de Kumpula (en finnois : Kumpulan kartanon laakso), est une zone de parcs du située dans la partie nord de Vallila et la partie sud de Kumpula à Helsinki en Finlande,

## Description
La zone est surtout connue pour les jardins familiaux de Vallila, créés en 1932 et actuellement protégé par le plan du site.
Le jardin botanique de Kumpula est situé à proximité immédiate du jardins familiaux.
Le parc a des sentiers pédestres et cyclables et des pelouses ouvertes bordées par des groupes d'arbres du parc et de petits plantations.
De hauts bâtiments sont construits sur les pentes bordant la vallée.
Vallilanlaakso a été qualifié de parc de la ville et d'importante zone de loisirs locale, et en particulier sa partie orientale en tant qu'environnement culturel d'une valeur culturelle, historique et d'importance régionale.
La zone est bordée à l'ouest par Mäkelänkatu, au nord par Kumpulan Isonniitynkatu et au sud par deux terrains de football.
La superficie totale de la zone est d'environ 43 000 m².
En plus des jardins et des terrains de jeux, la zone abrite le manoir de Kumpula et une maison en bois rouge à deux étages, la Villa Novilla, construite à la fin du XIXe siècle.

## Galerie

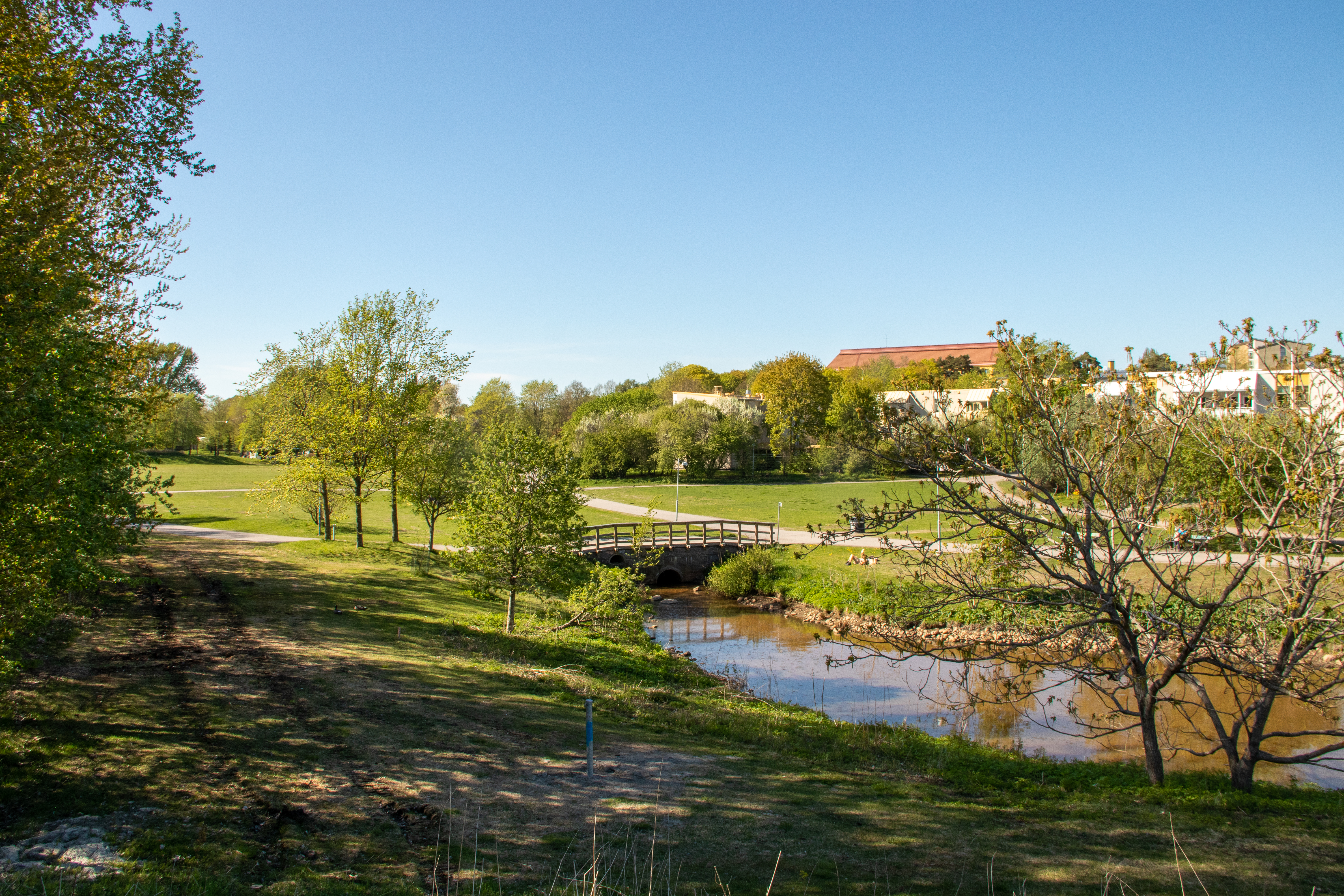
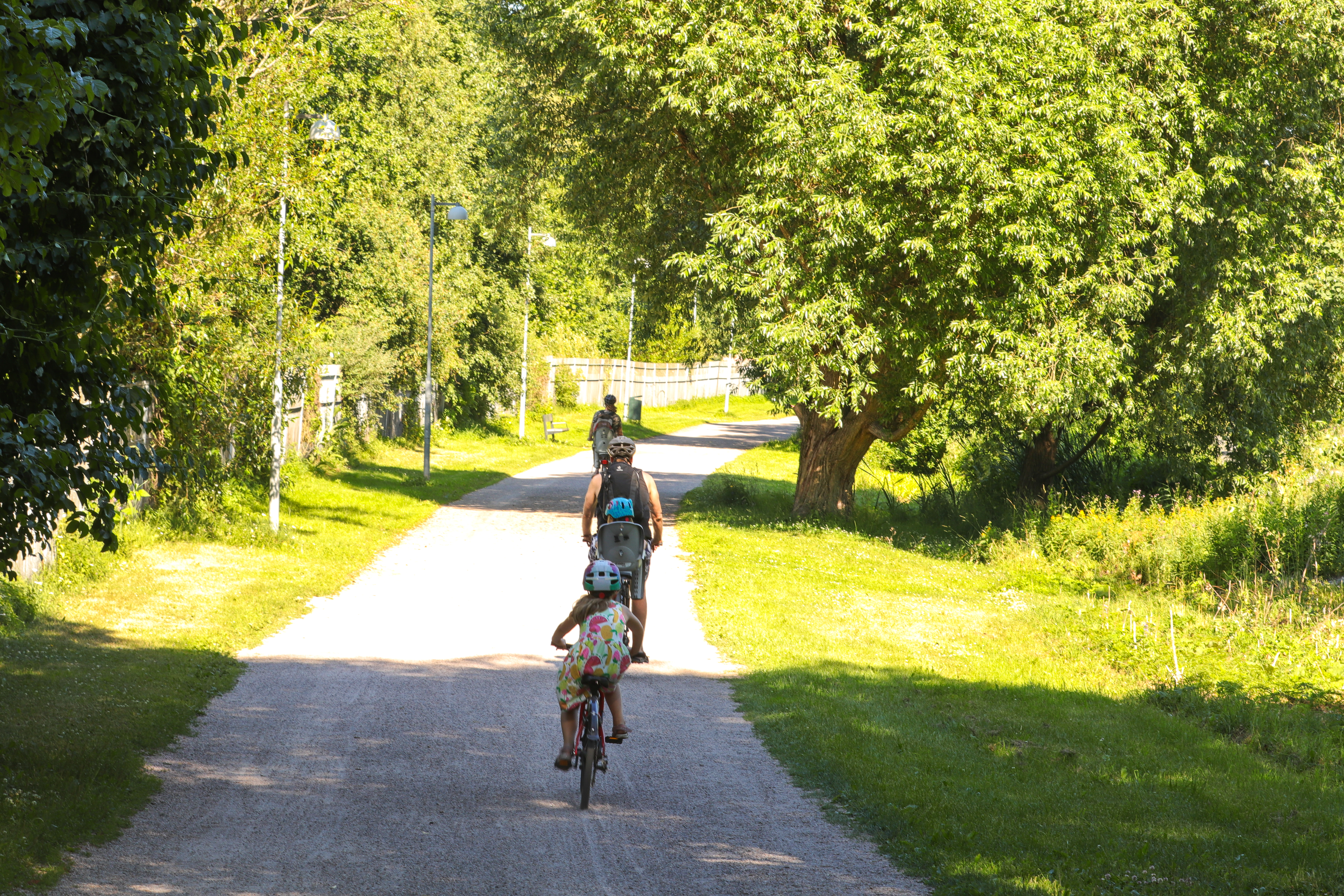
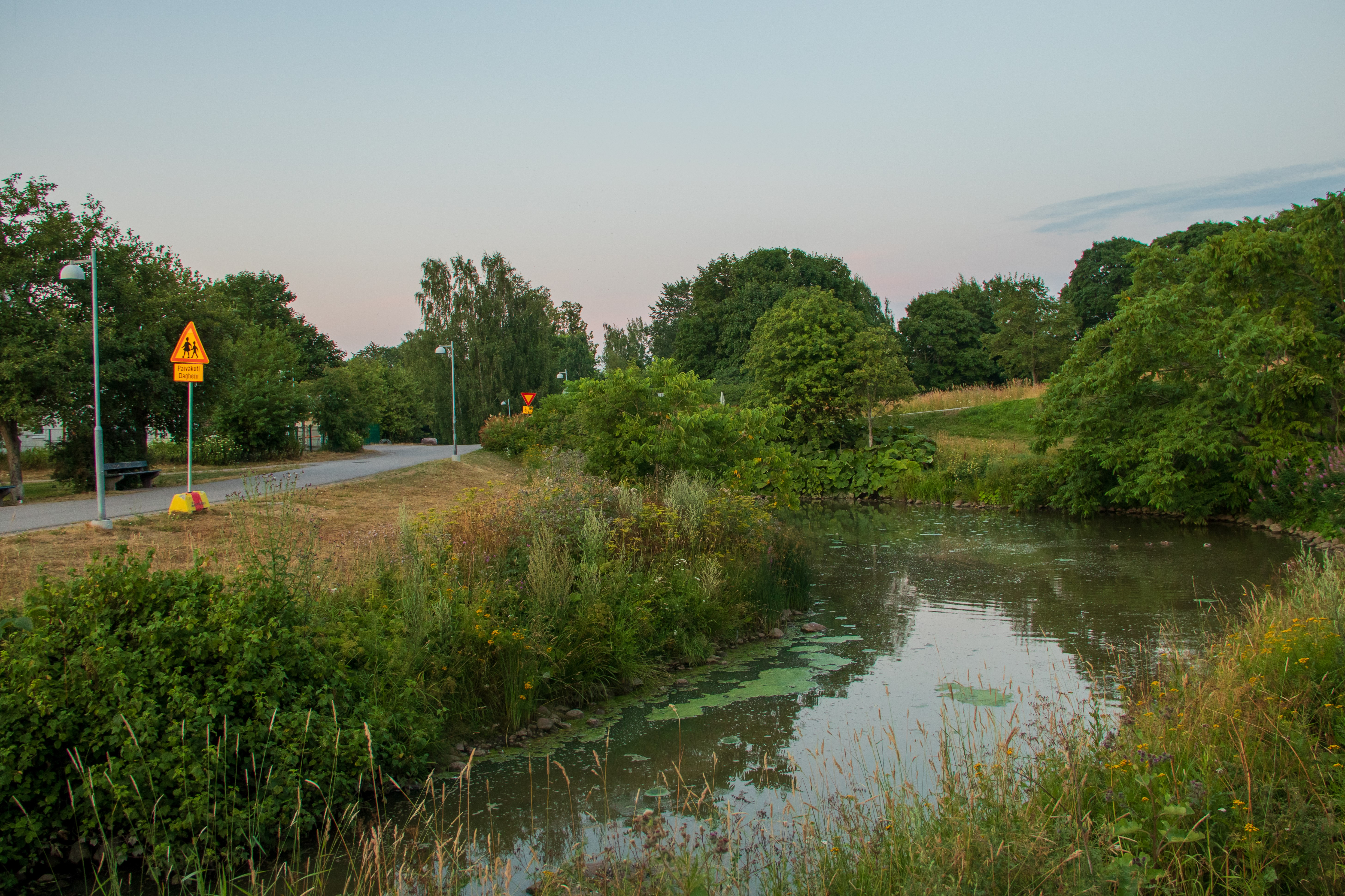